# Падь (деревня)
Падь — деревня в Омском районе Омской области России. В составе Иртышского сельского поселения.

## История
Основана в 1920 году. В 1928 г. хутор Падь состоял из 23 хозяйств, основное население — русские. В составе Черемуховского сельсовета Ачаирского района Омского округа Сибирского края.

## Население
| 2006 | 2010 | 2021 |
| ---- | ---- | ---- |
| 13   | ↗20  | ↗46  |